# Glennes
Glennes är en kommun i departementet Aisne i regionen Hauts-de-France i norra Frankrike. Kommunen ligger  i kantonen Braine som ligger i arrondissementet Soissons. År 2018 hade Glennes 209 invånare.

## Befolkningsutveckling
Antalet invånare i kommunen Glennes
Referens: INSEE